# قناة ديزني الشرق الأوسط
قناة ديزني في الشرق الأوسط (بالإنجليزية: Disney Channel Middle East) هي النسخة الشرق أوسطية من قناة ديزني التابعة لشركة والت ديزني. القناة تُبَّث في الشرق الأوسط وشمال أفريقيا. وهي ثاني قناة مخصصة للأطفال في الوطن العربي بعد قناة آرتينز التي انطلقت عام 1993.

## التاريخ
قناة ديزني الشرق الأوسط هي قناة مشفرة بدأت البث أول مرة في 2 أبريل، 1997، وكانت آنذاك حصرياً على شبكة أوربت الإعلامية. ثم أصبحت متوفرة على شبكة شوتايم. وحالياً أصبحت فقط متاحة على شبكة بي ان سبورت على سهيل سات
قناة ديزني في الشرق الأوسط كانت متاحة باللغة الإنجليزية اللغة الإنجليزية عندما بدأت. في 1 أبريل، 1998، في شبكة أوربت أصبحت متوفرة العربية، في 16 أبريل، 2007، في شبكة أوربت أصبحت السويدية اللغة الثالثة على قناة ديزني الشرق الأوسط، الآن قناة ديزني الشرق الأوسط متاحة في شبكة بي ان سبورت باللغتين بالإنجليزية والعربية فقط.

## تنسيق الصورة
وقد أعلن في 19 نوفمبر، 2009 إن خدمة للقناة سيبدأ ابتداء من 10 مارس 2010 وسيكون للقناة انها تغير الاعتمادات بدءا 23 يناير 2010 على قناة ديزني مباراة الولايات المتحدة والإفراج عن تواريخ وسلسلة أفلام تم تغييره ليكون في نفس التاريخ من الولايات المتحدة.
تبث القناة الآن بجودة عالية (HD).

## البرمجة
معظم المنظمات غير الحية عمل المحتوى هو ترجمتها إلى اللغة العربية والسويدية مع دفق الصوت منفصلة يجري المتاحة. بالإضافة إلى ذلك، بترجمة إلى اللغة العربية التي هي برامج مثل هانا مونتانا...
القناة البرمجة وتشمل:

### البرامج التي تم عرضها
- التنين الأمريكي: جيك لونغ
- براندي والسيد ويسكرس
- Brian O'Brian
- Bunnytown
- سيارة
- Classic Cartoons  [لغات أخرى]‏
- كوري إن ذا هاوس
- مدرسة الإمبراطور الجديدة
- الوالدان السحريان
- كل ده خيال
- Famous 5: On the Case
- ماني الحرفاني
- هانا مونتانا
- أبطال بلدة هيجلي  [لغات أخرى]‏
- دار الفار
- I Got a Rocket!
- Jonas Brothers: Living the Dream
- دامو ستحيل
- أسطورة طرزان
- ليلو و ستيتش
- صابرينا (مسلسل رسوم متحركة)
- صغار أينشتاين
- ميكي ينادي يحيا النادي
- My Friends Tigger and Pooh
- عائلة من المستقبل
- فتيات القوة
- فارس وفادي
- شلة بط
- الفسحة
- البديل (مسلسل تلفزيوني)
- العميل السري أوسو
- Studio DC: Almost Live
- صوني ويذ أه تشانس
- ذا سويت لايف أوف زاك أند كودي
- ذا سويت لايف أون ديك
- ويزردز أوف ويفرلي بليس
- JONAS
- JONAS L.A
- Good Luck Charlie
- Hannah Montana Forever
- Jake and Blake
- مدرسة الأسماك
- جرافيتي فولز
- A.N.T. Farm
- اوستبن و آلي
- Shake It Up
- Dog with a Blog
- Violeta
- صوفيا الأولى
- جايك وقراصنة أرض الأحلام
- ميكي ماوس (مسلسل 2013)
- الطبيبة كاك ستافينز
- Jessie
- كاميرون كينيدي  [لغات أخرى]‏
- Wolfblood
- Minnie's Bow-Toons
- Prank Stars
- Code: 9
- Toy Story Toons
- Pixar Short Films
- بندق والأصدقاء
- تيمون وبومبا
- قصص بطوطية
- البط السري
- علاء الدين (حكاية)
- الحورية الصغيرة
- غرغول
- مغامرات ويني الدبدوب الجديدة  [لغات أخرى]‏
- داني المهضوم
- فلمور
- لؤي في الفضاء (مسلسل كرتون)
- سيرك جوجو
- Disney's The Wuzzles
- Stanley
- دب في المنزل الأزرق الكبير
- فستق وسكر ولوزي  [لغات أخرى]‏
- ذاتس سو رايفن
- ذا زوزوس
- لوليروك

## قادم
تجول حول العالم
ليف ومادي

## برمجة كتل

### المسرح ديزني صباح بلوك
مسرح ديزني صباح البث كتلة من 3 صباحا وحتى 7 30 'صباحا بتوقيت جرينتش (6 صباحا وحتى 10 30' صباحا السعودية)

### السينمائي الوقت!
الفيلم الوقت! وتظهر ديزني أفلام الرسوم المتحركة، أفلام أصلية لقناة ديزني، وغير أفلام ديزني.
الفيلم الوقت! كتلة تبث كل يوم جمعة الساعة 4 من مساء بتوقيت جرينتش (7 مساء السعودية)، والسبت والأحد في 7 30 'صباحا، 1 ظهرا ومن 4 بتوقيت جرينتش (10 30' صباحا ومن 4 عصرا و 7 بعد الظهر السعودية).

### الأفلام التي تم عرضها
- كامب روك
- الحياة في البرية (فيلم ديزني)
- Twitches
- Twitches 2
- Double Teamed
- Cadet Kelly
- أخي الدب
- أخي الدب 2
- هاي سكول ميوزيكال
- هاي سكول ميوزيكال 2
- جامب إن!
- Wendy Wu: Homecoming Warrior
- Eddie's Million Dollar Cook-Off
- Kim Possible: So the Drama
- A Sitch in Time
- ليلو وستيتش
- فيلم ستيتش
- ليلو وستيتش 2
- ليروي وستيتش
- ميكي، دونالد، جوفي: الفرسان الثلاثة
- Mickey's Twice upon a Christmas
- ويني الدبدوب: حفل الربيع مع روو  [لغات أخرى]‏
- Muppet Christmas Carol
- مولان
- مولان 2[الإنجليزية]
- Halloween Town  [لغات أخرى]‏
- Halloweentown II: Kalabar's Revenge
- بيتر بان (فيلم 1953)
- عودة إلى أرض الأحلام
- Pixel Perfect
- The Cheetah Girls  [لغات أخرى]‏
- The Cheetah Girls 2
- ذا تشيتا جيرلز: وان ورلد
- ماري بوبينز (فيلم)
- الثعلب والكلب
- الثعلب والكلب 2
- Minutemen
- حياة الإمبراطور الجديدة
- حياة كرونك الجديدة
- البحث عن نيمو
- حكاية لعبة
- حكاية لعبة 2
- عائلة روبسوس
- Johnny Kapahala: Back on Board
- Go Figure  [لغات أخرى]‏
- الأميرة النائمة
- Hatching Pete
- Princess Protection Program
- Dadnapped
- ويزردز أوف ويفرلي بليس
- تنة ورنة وأسطورة الكنز المفقود  [لغات أخرى]‏
- بولت
- ديناصور
- حياة حشرة
- تنة ورنة  [لغات أخرى]‏
- تنة ورنة وفرقة إنقاذ الجنيات  [لغات أخرى]‏
- Frenemies
- فيلم شاطئ المراهقين  [لغات أخرى]‏
- مغامرات بندق
- هرقل (إله)
- سندريلا
- سندريلا 2: ويتحقق الحلم
- سندريلا 3: عقدة في الزمن
- The Suite Life Movie
- معسكر الروك 2 : الحفل الختامي
- علاء الدين (حكاية)
- علاء الدين: عودة جعفر
- علاء الدين وملك اللصوص
- الحورية الصغيرة
- حورية البحر: العودة إلى المحيط
- الجميلة والوحش (حكاية خرافية)
- الجميلة والوحش 2: عيد ميلاد مسحور
- الجميلة والوحش 3: عالم بل السحري  [لغات أخرى]‏
- بياض الثلج
- فروج القلة
- بينوكيو
- شركة المرعبين المحدودة
- دمبو
- المرجل الأسود  [لغات أخرى]‏
- أبطال خارقون (فيلم)
- سيارة
- خلطة بيطة بالصلصة
- بوكاهونتاس
- بوكاهانتس: رحلة إلى عالم جديد
- هاي سكول ميوزيكال 3: سينيور يير
- Lemonade Mouth
- StarStruck
- Let It Shine
- Phineas And Ferb The Movie: Across The 2nd Dimension
- بيفرلي هيلز تشيواوا
- الأسد الملك
- الأسد الملك II: عهد سمبا
- الأسد الملك 3: هاكونا ماتاتا
- بامبي
- بامبي 2
- 101 Dalmatians
- المنقذون
- المنقذون في أستراليا
- إليس في بلاد العجائب (1951)
- الفسحة: انتهاء الدراسة

عيد الفصح بلوك

### سعيد عيد الفصح بلوك
في نيسان 2009 قناة ديزني الشرق الأوسط وأظهرت الأفلام كل يوم خلال القيامة، بما في ذلك العرض من  الجميلة النائمة؛ أضاف لـويزاردز من مكان فرلي «موسم 2 الحلقات لتشكيلة الفريق صباح اليوم السبت، وغيرت من نظرة، مؤقتا، إلى الربيع وعيد الفصح موضوع.

### الحذق الأول / أكتوبر بلوك
قناة ديزني الشرق الأوسط، وطوال تشرين الأول، 2009، لأول مرة Wizards of Waverly Place: The Movie، وأظهرت الحلقات الجديدة من ويزاردز من مكان فرلي، وأظهرت النزهات الخاصة الاختلاجة والاختلاجة جدا. يوم 31 أكتوبر 2009، بثت قناة ديزني الشرق الأوسط هالوين الحلقات من جميع العروض. القناة كما غيرت من نظرة، مؤقتا، إلى السحرية شعار.

### يزاردز مقابل. مصاصي الدماء بلوك
تبدأ 26 أكتوبر 2009 وحتى 29 أكتوبر 2009 لقناة ديزني الشرق الأوسط سوف الجوية الحلقات 4 من معالجات مقابل. مصاصي دماء، في ويزردز أوف ويفرلي بليس

### بهيج ديسمبر بلوك
قناة ديزني الشرق الأوسط، وخلال شهر ديسمبر 2009، سيكون الجو [[قائمة الجناح حياة على سطح السفينة حلقات الموسم# 2 والجناح حياة على سطح السفينة، والحديث توين قصة : الأمير والفقير، واهرب «من ظهر إلى ظهر» حلقات مختارة يظهر. أيضا، سوف قناة ديزني الشرق الأوسط تقليديا الهواء ميكي لمرتين بناء على عيد الميلاد ووالدمى كارول عيد الميلاد على ليلة عيد الميلاد وعيد الميلاد. وستبث القناة «عيد الميلاد وحلقات خاصة» ليظهر. القناة كما سيتم تغيير مظهره، مؤقتا، إلى عيد الميلاد، شتاء والقطب الشمالي نظرة.

## أحداث قناة ديزني
تبث قناة ديزني بعض الأحداث. الحدث الرئيسي الذي تم بثه هو قناة ديزني الألعاب الأولمبية عام 2008، بثت يوم 19 أغسطس 2008
- ألعاب قناة ديزني 2007، بثت خريف عام 2007
- ألعاب قناة ديزني 2008

## قناة ديزني حفلات
- حفلة: هاي سكول ميوزيكال، aired in 2007.
- Hannah Montana: Live in London, aired July 19, 2008.
- The Cheetah Girls: In Concert  [لغات أخرى]‏, aired July 21, 2008.
- هانا مونتانا ومايلي سايروس:أفضل حفلة في كلا العالمين، aired on September 12, 2008.
- Jonas Brothers: Live in London, aired 27 September, 2008.
- The Cheetah Girls : Live In Madrid, aired 23 January 2009.
- Jonas Brothers: The 3D Concert Experience

## منصات البث
قناة ديزني الشرق الأوسط يتوفر على شبكة OSN وفي 2025 أصبح متوفرا على شبكة beIN.

## وصلات خارجية
- الموقع الرسمي.
- قناة ديزني مواقع دولية.